# Ronnie Quintarelli

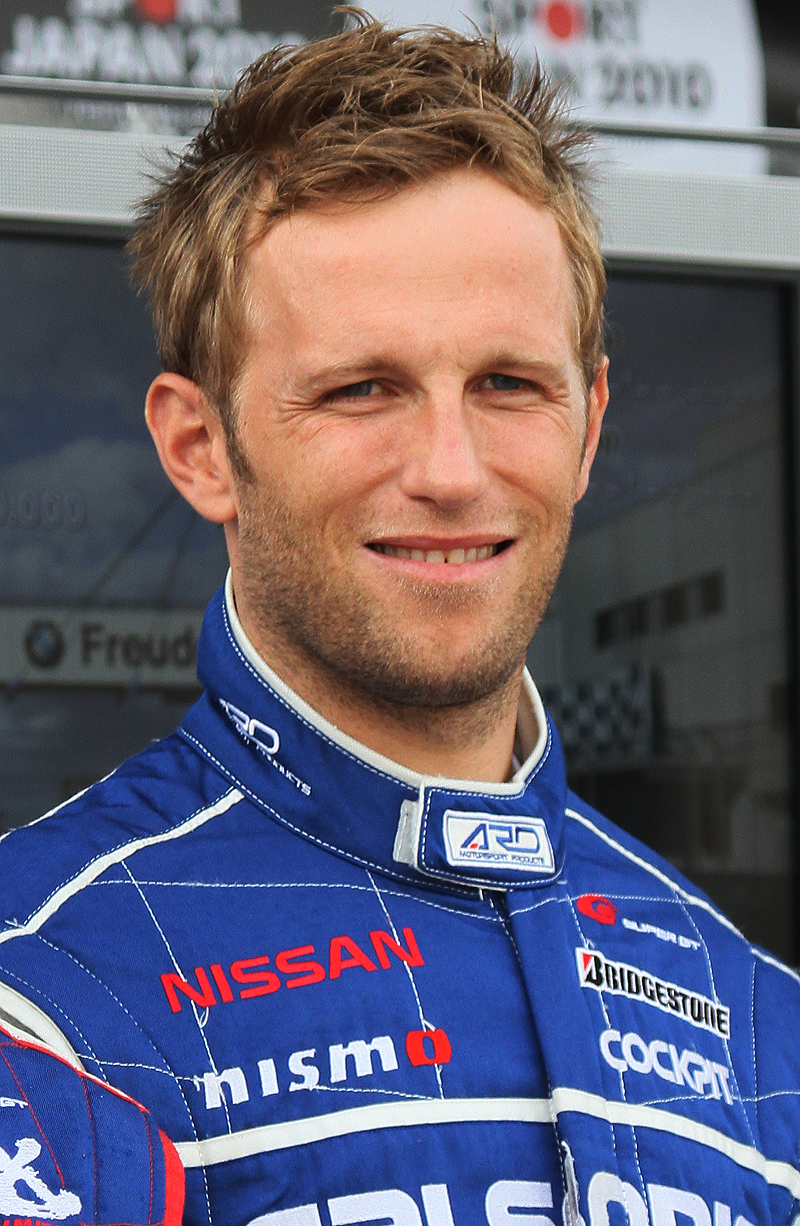
Ronnie Quintarelli, 2010.

Ronnie Quintarelli, född 9 augusti 1979 i Verona, Italien, är en italiensk racerförare.

## Racingkarriär
Quintarelli blev trea i Formula Renault 2000 Italia 2000, bakom Felipe Massa och Raffaele Giammaria, efter en misslyckad finaltävling på Circuit de la Comunitat Valenciana Ricardo Tormo. 2001 blev Quintarelli sjua i Formula Renault 2000 Eurocup, innan han 2002 blev tvåa i Formula Volkswagen Germany. Han flyttade sedan till Japan och började tävla där. 2003 gav en fjärdeplats i det Japanska F3-mästerskapet, innan han vann titeln 2004. Han fick sedan chansen i Formel Nippon, där han 2005 blev nia under sin debutsäsong. 2007 tog Quintarelli sin första seger i serien, och slutade sjua totalt. Han tävlar sedan 2009 i Super GT.